# John David Barrow
John David Barrow (Londres, 29 de noviembre de 1952 - Cambridge, 26 de septiembre de 2020) fue un físico, escritor, profesor universitario, divulgador científico, matemático, astrónomo y astrofísico británico.
Se doctoró en Oxford en 1977. Después colaboró con los departamentos de Física y Astrofísica de la Universidad de Oxford y de la Universidad de California, Berkeley. En 1999 pasó a ser catedrático de matemáticas y de física teórica en la Universidad de Cambridge. Ese mismo año obtuvo la Kelvin Medal de la Royal Philosophical Society of Glasgow.
Profesor de la Universidad de Cambridge, es célebre por sus trabajos sobre el llamado principio antrópico, según el cual las leyes físicas del universo están precisamente ajustadas para que sea posible la vida. En 1986, Barrow y Frank Tipler publicaron su famoso libro The Anthropic Cosmological Principle, en el que proponen una formulación ampliada del principio antrópico propuesto originalmente por Brandon Carter en 1974.
El sentido exacto de este principio, así como su validez y sus consecuencias, son muy discutidos; en general, se entiende como una interpretación del universo no mecanicista, sino finalista.
Barrow fue miembro de la Royal Society desde 2003 hasta su muerte. En 2006 recibió el Premio Templeton y en 2008 el Premio Faraday de la Royal Society. En 2015, el Instituto de Física le concedió la medalla Dirac.
Falleció el 27 de septiembre de 2020 a los 67 años, víctima de cáncer de colon.

## Obras
Autor de 17 libros y 400 artículos, Barrow hizo un gran esfuerzo por divulgar las ideas científicas, intentando que las más complejas teorías de la cosmología actual puedan ser accesibles a un público amplio. Entre sus libros, destacan:
- La mano izquierda de la creación (1983)
- El Principio Cosmológico Antrópico (1986, con Frank Tipler)
- Teoría del todo (1991)
- ¿Por qué el mundo es matemático? (1992)
- El universo como obra de arte (1995)
- El libro de la nada (2000)
- Las constantes de la naturaleza (2002)
- John D. Barrow, P. C. W. Davies, Charles L. Harper (2004). Science and ultimate reality: quantum theory, cosmology, and complexity. Cambridge University Press. ISBN 9780521831130.
- John D. Barrow (2000). Between inner space and outer space: essays on science, art, and philosophy. Oxford University Press. ISBN 9780192880413.
- John D. Barrow (1999). Impossibility: The Limits of Science and the Science of Limits. Oxford University Press US. ISBN 9780195130829.
- John D. Barrow (2007). New theories of everything: the quest for ultimate explanation. Oxford University Press. ISBN 9780192807212.
- John D. Barrow (2005). The artful universe expanded. Oxford University Press. ISBN 9780192805690.
- John D. Barrow, Frank J. Tipler (1988). The anthropic cosmological principle. Oxford University Press. ISBN 9780192821478.[7]
- John D. Barrow, Joseph Silk (1993). The left hand of creation: the origin and evolution of the expanding universe. Oxford University Press. ISBN 9780195086751.
- John D. Barrow, Pi in the sky. Counting, thinking, and being (1992)[8][9][10]

## Edición en español
- Barrow, John David (2012). El libro de los universos. Grupo Planeta Spain. ISBN 9788498921069.
- — (2009). El salto del tigre: Las matemáticas de la vida cotidiana. Grupo Planeta. ISBN 9788498920161.
- — (2007). El universo como obra de arte. Editorial Crítica. ISBN 978-84-8432-863-6.
- — (2006). Las constantes de la naturaleza: de Alfa a Omega. Editorial Crítica. ISBN 978-84-8432-684-7.
- — (2004). Teorías del todo: hacia una explicación fundamental del universo. Editorial Crítica. ISBN 978-84-8432-541-3.
- — (2002). El libro de la nada. Editorial Crítica. ISBN 978-84-8432-301-3.
- — (2001). La trama oculta del universo: contar, pensar y existir. Editorial Crítica. ISBN 978-84-8432-213-9.
- — (1999). Imposibilidad: los límites de la ciencia y la ciencia de los límites. Editorial Gedisa. ISBN 978-84-7432-693-2.
- — (1997). ¿Por qué el mundo es matemático?. Grijalbo. ISBN 978-84-253-3123-7.
- — (1996). La trama oculta del universo: contar, pensar y existir. Editorial Crítica. ISBN 978-84-7423-725-2.
- — (1994). Teorías del todo. Editorial Crítica. ISBN 978-84-7423-670-5.
- — (1994). Teorías del todo: hacia una explicación fundamental del universo. Editorial Crítica. ISBN 978-84-7423-609-5.[11]